# 骨囊肿
骨囊肿（bone cyst，geode）是骨的一种囊肿样局限性良性病变，囊壁为一层纤维包膜，囊腔内含有浆液或血清样液体。单房性骨囊肿见于儿童和少年的长管状骨干骺端，尤其是肱骨和股骨近端。常无症状，但可合并疼痛、肿胀；也常于病理骨折后始被发现。治疗包括切除囊肿并进行骨移植，但常见自愈者。